# Nothofagus rutila
El  Roble blanco o Roble de Santiago (Nothofagus macrocarpa) es un arbusto o árbol de la familia de las notofagáceas y del género Nothofagus. Es una especie endémica del centro de Chile. 

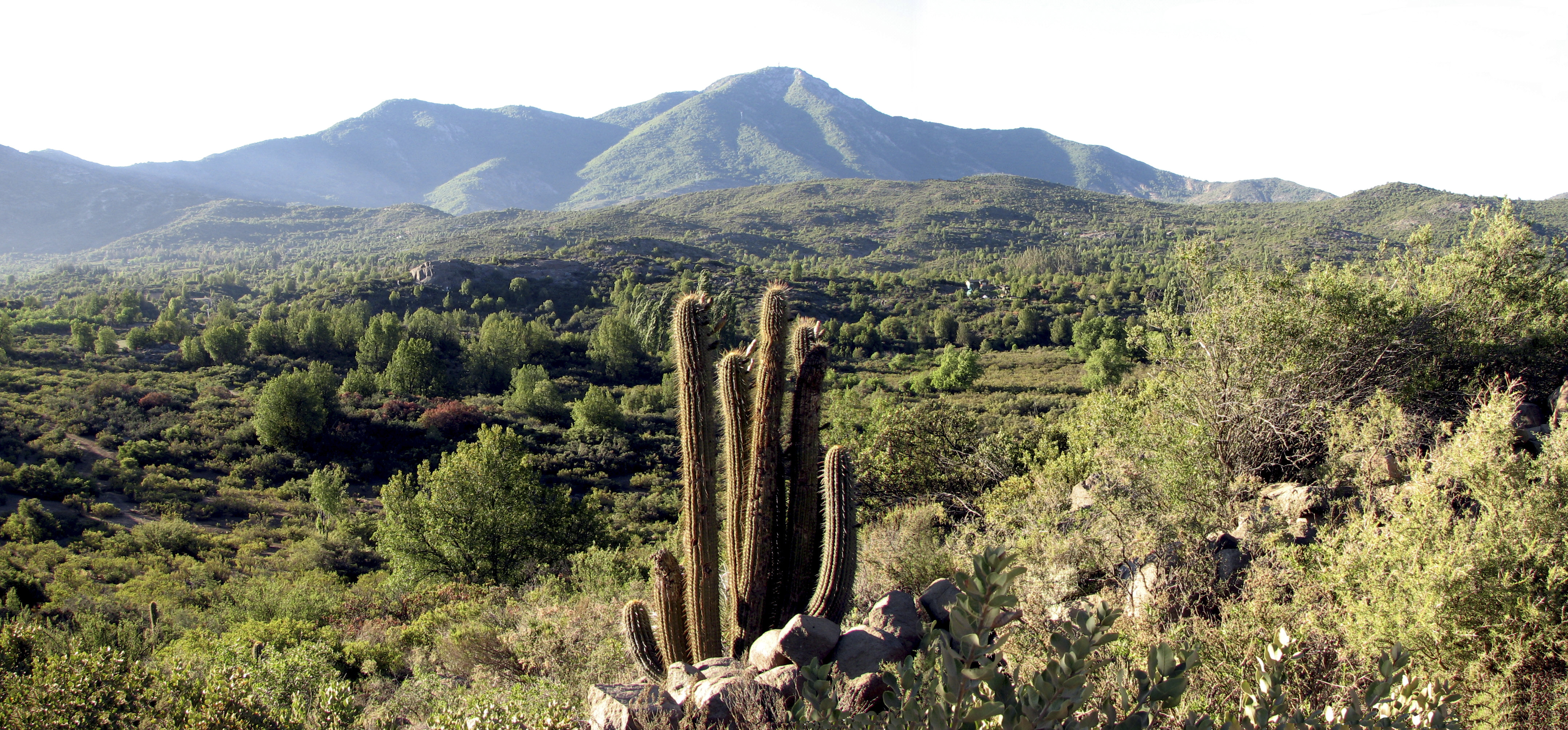
Cerro El Roble y el llano de Caleu; el hábitat de esta especie.

## Descripción
El roble rojo es una especie leñosa que puede contar con un porte arbustivo de sólo 1,5 metros de altura hasta el de un árbol mediano de 10 m de alto. 
La corteza es levemente rugosa, sin grietas. Las ramas jóvenes son de color pardo a castaño, pubescentes, luego glabras, presentando lenticelas esparcidas. Las láminas foliares están dispuestas en un único plano; son caducas, cortamente pecioladas (con pecíolo pubescente), lisas, de forma elíptica a ovalada, coriáceas, no flexuosas. Miden un largo de 24 a 50 mm y un ancho de 22 a 35 mm. Son de color verde oscuro, el que es de tonos más claros pero la cara abaxial, presentando allí glándulas poco visibles. En otoño se tornan de un notable color rojo encendido muy ornamental. Las flores femeninas muestran el involucro con 1 a 3 glándulas en el ápice y algo por debajo de este, además de 3 filas transversales de apéndices digitados, los que poseen pelos.

## Distribución y hábitat

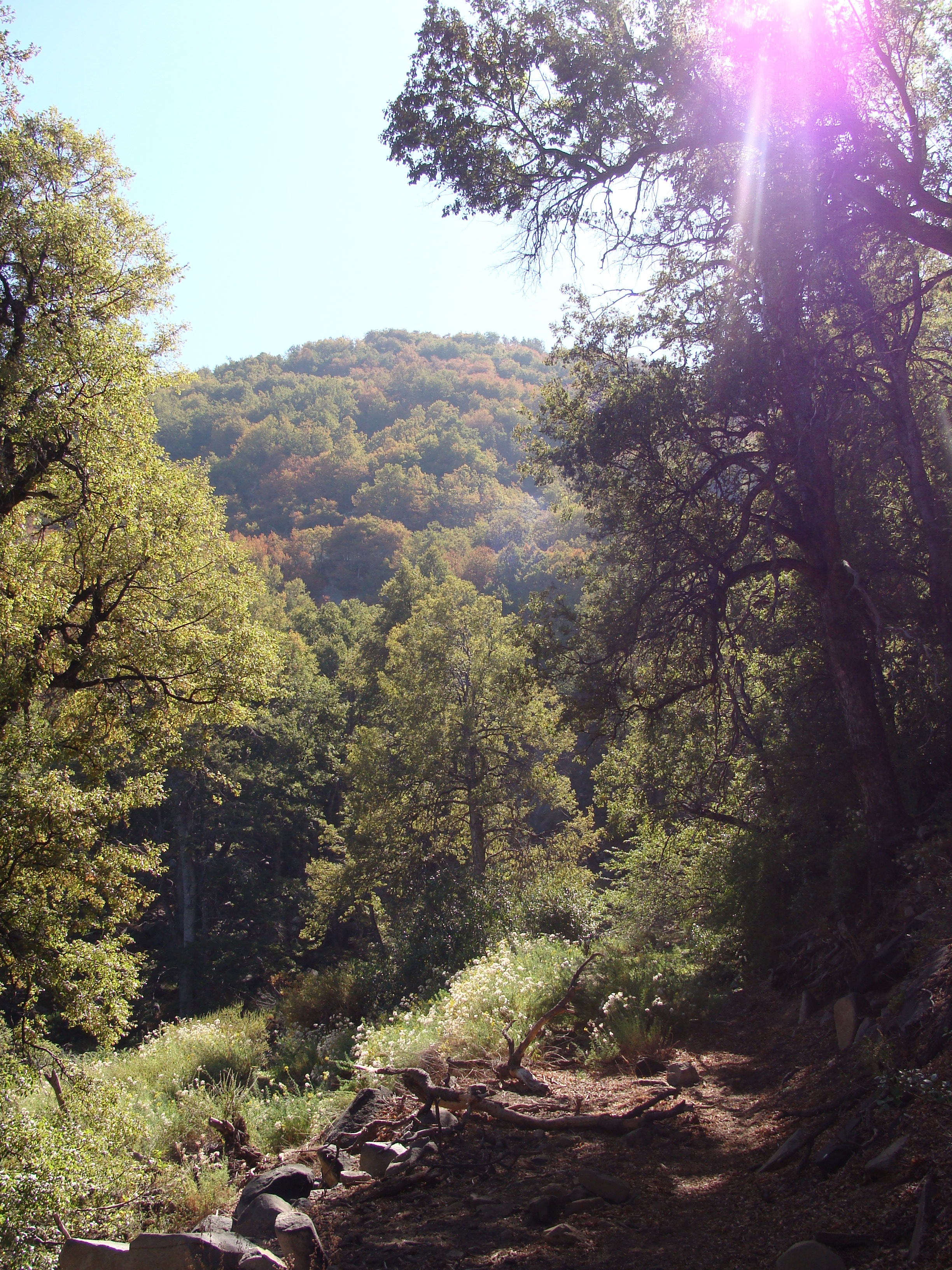
Sendero en la ladera del cerro El Roble; el hábitat de esta especie.

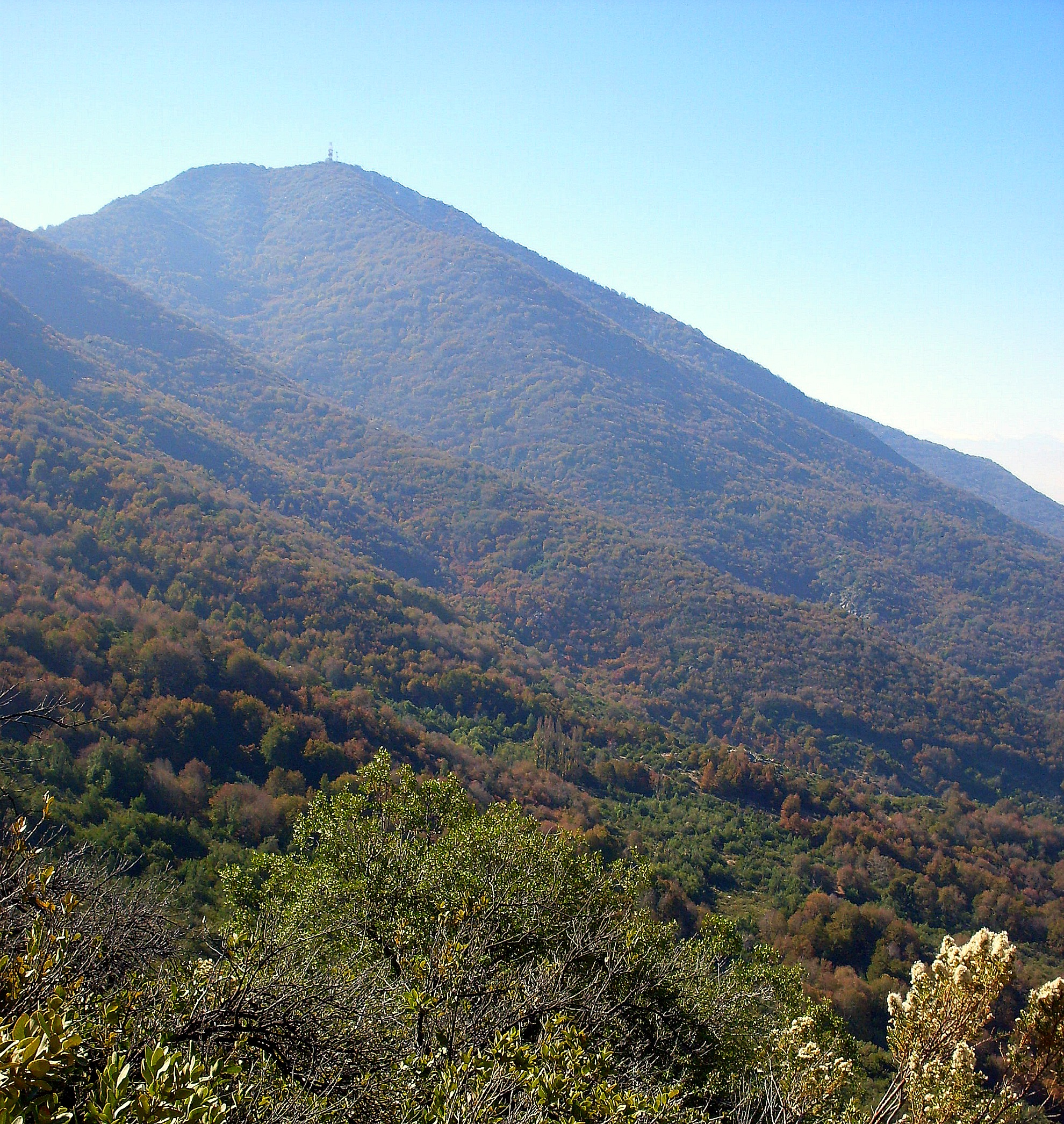
Cerro El Roble; el hábitat de esta especie.

Es una especie endémica de cerros y partes altas de la cordillera de la Costa, en el centro de Chile. En la Región Metropolitana de Santiago habita en el cordón montañoso denominado Altos de Cantillana, anteriormente denominado cordillera de Aculeo, y en los cerros Altos de Chicauma, en la provincia de Chacabuco. En la Región de Valparaíso se lo encuentra en el parque nacional La Campana, en las provincias de Quillota y San Felipe de Aconcagua. 
En la zona de la cuesta La Dormida (provincia de Chacabuco) o en Caleu (provincia de Quillota), comparte el hábitat con variadas especies de arbustos y árboles pequeños. En otras, como en el cerro El Roble o Robles (de 2222 m s. n. m.) se desarrolla en formaciones casi puras. En proximidades de su cumbre, crece sólo como arbusto, acompañado por Alstroemeria polpaicana fma. discolor, Sisyrinchium nervosum ssp. atrichum, Sisyrinchium laevigatum, Chloraea sp., etc.

## Taxonomía
Taxonómicamente se la confundió con especies afines: Nothofagus alpina y Nothofagus macrocarpa, demostrándose recién en el siglo XXI su validez como especie.
Nothofagus rutila fue descrita por Pierfelice Ravenna y publicado en Onira 5: 1. 2000.
Etimología
Nothofagus: nombre genérico compuesto de notho = "falso" y Fagus = "haya", nombrándolo como "falsa haya".
rutila: epíteto latíno que significa "de color amarillo rojizo"